# Стълби на Пенроуз
Стълбите на Пенроуз са невъзможна фигура, създадена от Лионел Пенроуз и сина му Роджър Пенроуз.
Могат да бъдат разглеждани като вариация на триъгълника на Пенроуз. Те са двуизмерно изображение на стълбище, в което стълбите правят 4 завоя по 90 градуса, като се изкачват или спускат така, че човек при изкачване може да го прави вечно и никога няма да стигне по-високо, както и при слизане. Това е невъзможно в триимзерна обстановка; двуизмерната фигура постига този парадокс чрез изкривяване на перспективата.